# Malaysian Forester
Malaysian Forester (abreviado Malaysian Forester) es una revista científica con ilustraciones y descripciones botánicas que es publicada en Kepong desde el año 1973 hasta ahora. Fue precedida por Malayan Forester.